# Rousettus amplexicaudatus
Rousettus amplexicaudatus é uma espécie de morcego da família Pteropodidae. Pode ser encontrado na China, Vietnã, Laos, Camboja, Tailândia, Mianmar, Malásia, Singapura, Indonésia, Timor-Leste, Filipinas, Papua-Nova Guiné e Ilhas Salomão.